# Mirko Englich
Mirko Englich (Witten, 28 agosto 1978) è un lottatore tedesco, specializzato nella lotta greco-romana. Ha rappresentato la Germania ai Giochi olimpici estivi di Atene 2004, classificandosi undicesimo, e Pechino 2008, vincendo la medaglia d'argento nel torneo dei 96 chilogrammi.

## Palmarès
- Giochi olimpici

Pechino 2008: argento nei 96 kg.;
- Europei

Aschaffenburg 2003: argento nei 96 kg.;
Tampere 2008: argento nei 96 kg.;
- Mondiali militari

Istanbul 2003: oro nei 96 kg.